# Càrn Liath (Creag Meagaidh)
Der Càrn Liath ist ein 1006 Meter hoher, als Munro eingestufter Berg in Schottland. Sein gälischer Name kann in etwa mit Grauer Berg übersetzt werden.  Der Gipfel liegt in der Council Area Highland gut 20 Kilometer westlich von Dalwhinnie und etwa 20 Kilometer nordöstlich von Spean Bridge oberhalb von Loch Laggan und dem Glen Spean am Südrand der als Monadh Liath bezeichneten Berglandschaft in den nördlichen Grampian Mountains.
Wie der westlich benachbarte, 1054 Meter hohe Stob Poite Coire Ardair ist der Càrn Liath einer der Gipfel des Grats, der sich vom Talschluss des Coire Ardair an der als The Window bezeichneten Scharte zum 1128 Meter hohen Creag Meagaidh, über mehrere Kilometer auf der Nordseite des Tals nach Osten erstreckt. An den 993 Meter hohen Coire a’ Chriochairein, der als Munro-Top dem Stob Poite Coire Ardair zugeordnet ist, schließt sich ein tieferer, als Uinneag Mìn Choire bezeichneter Bealach an. Von dort führt der Grat über den 970 Meter hohen Vorgipfel Meall an t-Snaim. Östlich dieses Gipfels weitet sich der Grat deutlich auf, der höchste Punkt dieses steinigen Plateaus ist der durch einen Cairn markierte Gipfel des Càrn Liath. Der Grat führt sich leicht absenkend weitere drei Kilometer nach Nordosten über den 966 Meter hohen, noch auf dem Gipfelplateau liegenden A’ Bhuidheanach und den 916 Meter hohen Stob Coire Dubh bis zum 767 Meter hohen Càrn Dubh, in dem der Grat oberhalb des Glen Spey ausläuft. Überwiegend fällt der Grat in diesem Bereich vergleichsweise moderat mit gras- und heidebestandenen Hängen nach beiden Seiten ab, in das Coire Ardair teils auch steiler. Lediglich das Coire nan Gall östlich des Gipfelplateaus sowie das Coire an t-Slugain und das Coire a’ Bhein nördlich des Stob Coire Dubh und des Càrn Dubh weisen steile, felsdurchsetzte Wände auf. Auf der Südseite des Gipfelplateaus führt vom Hauptgipfel ein breiter Grat in Richtung Loch Laggan, der sich allmählich bis auf den 625 Meter hohen Vorgipfel Na Cnapanan absenkt.

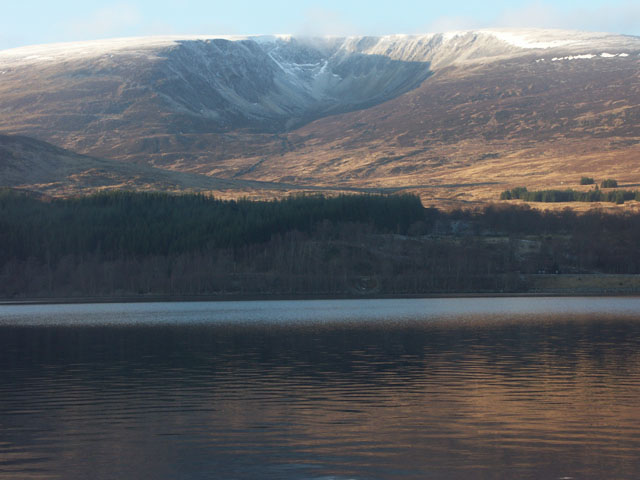
Blick von Loch Laggan auf das östlich des Gipfelplateaus liegende Coire nan Gall
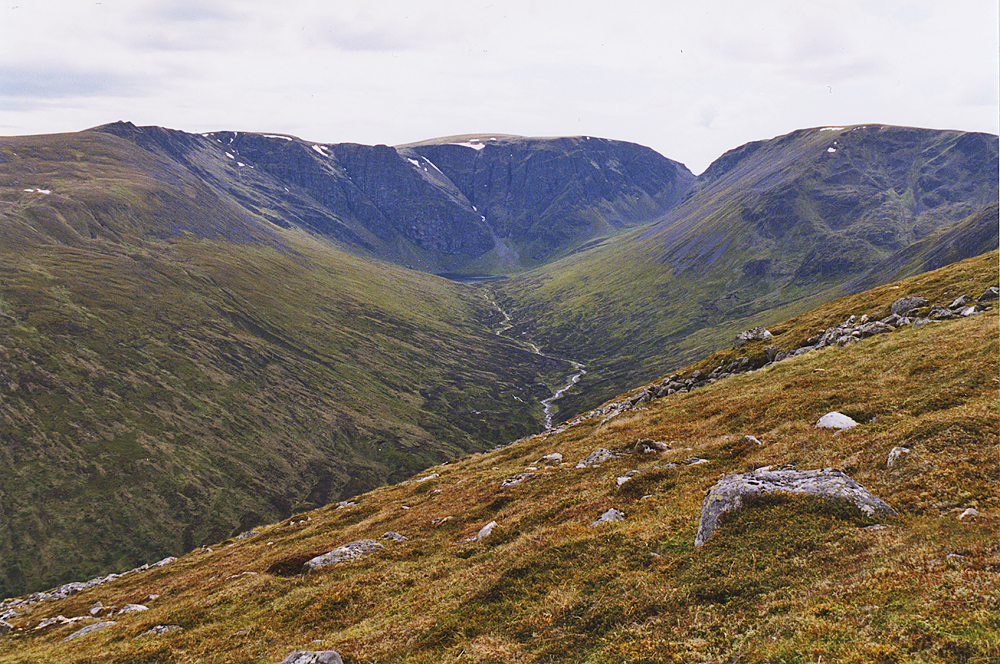
Blick vom Südgrat des Càrn Liath nach Westen in das Coire Adair, links die Nordostwand des Creag Meagaidh, rechts von der als the Window bezeichneten Scharte der Stob Poite Coire Ardair
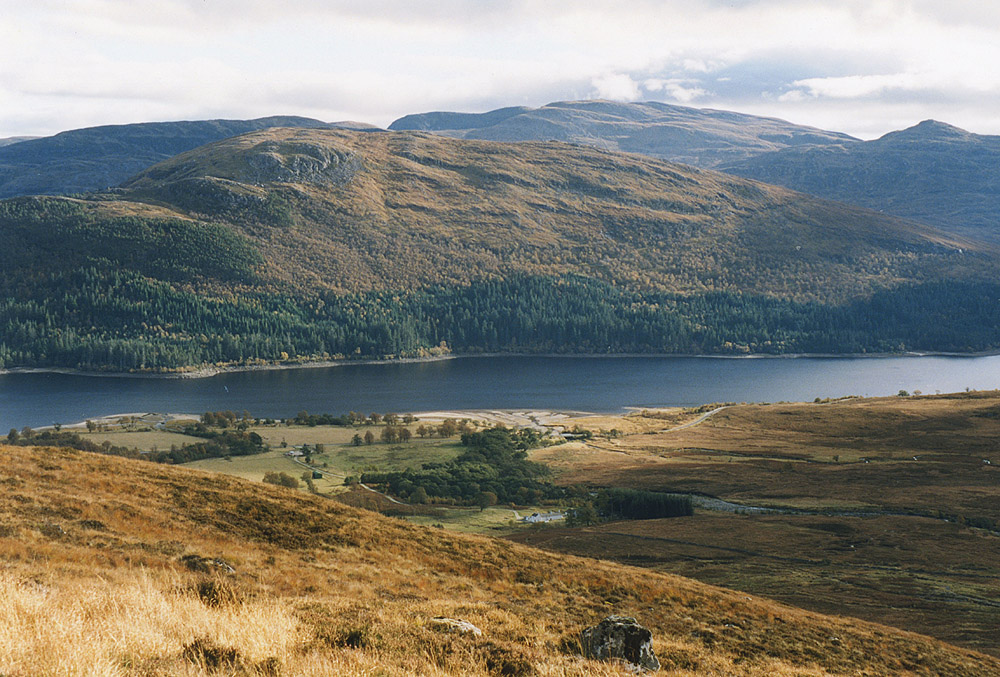
Blick vom Südgrat des Càrn Liath auf Loch Laggan
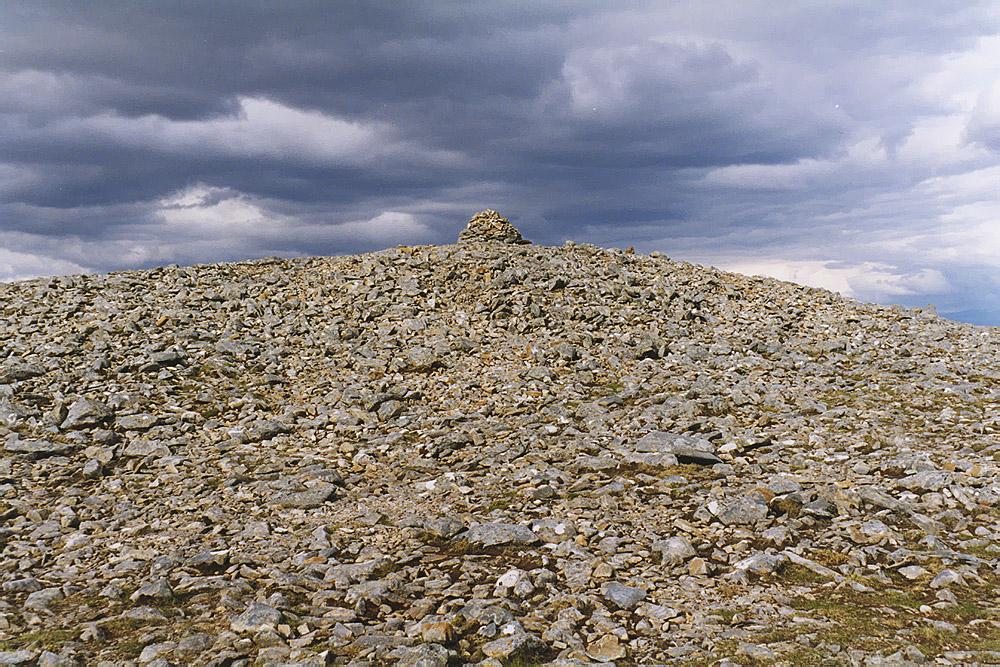
Der Gipfelcairn des Càrn Liath auf dem steinigen Gipfelplateau

Der Càrn Liath gehört wie die umliegenden Berge und Täler aufgrund der reichen Flora und Fauna seit 1986 zur Creag Meagaidh National Nature Reserve, die fast 4000 ha umfasst und von der schottischen Naturschutzbehörde NatureScot verwaltet wird. Auf dem Gipfelplateau herrschen vor allem im Winter arktische Verhältnisse vor, Schneefelder bleiben in den nordseitigen Karen oft bis in den Sommer liegen. Die Vegetation ist von Moosen und Gräsern geprägt und entspricht in vielem der Vegetation der nordischen Tundra.
Die meisten Munro-Bagger besteigen den Càrn Liath im Rahmen einer Rundtour unter Einbeziehung des Stob Poite Coire Ardair und des Creag Meagaidh, die hufeisenförmig um das Coire Ardair führt. Ausgangspunkt ist ein Parkplatz bei der kleinen Ansiedlung Aberarder an der A86. Von dort führt der Zustieg in das Coire Ardair und über den Südgrat auf das Gipfelplateau des Càrn Liath und weiter zum Stob Poite Coire Ardair. Von dort führt die Rundtour weiter über den Creag Meagaidh und über mehrere mögliche Varianten wieder zurück zum Ausgangspunkt, sie kann auch in der Gegenrichtung begangen werden.